# Liste der Kulturdenkmäler in Rengershausen (Baunatal)
Die Liste der Kulturdenkmäler in Rengershausen (Baunatal) enthält alle Kulturdenkmäler im Stadtteil Rengershausen der nordhessischen Mittelstadt Baunatal, die in der vom Landesamt für Denkmalpflege Hessen 2011 herausgegebenen Denkmaltopographie veröffentlicht wurden.

## Legende
- Bezeichnung: Nennt den Namen, die Bezeichnung oder die Art des Kulturdenkmals.
- Lage: Nennt den Straßennamen und wenn vorhanden die Hausnummer des Kulturdenkmals. Die Grundsortierung der Liste erfolgt nach dieser Adresse. Der Link „Karte“ führt zu verschiedenen Kartendarstellungen und nennt die Koordinaten des Kulturdenkmals.
- Datierung: Gibt die Datierung an; das Jahr der Fertigstellung bzw. den Zeitraum der Errichtung. Eine Sortierung nach Jahr ist möglich.
- Beschreibung: Nennt bauliche und geschichtliche Einzelheiten des Kulturdenkmals, vorzugsweise die Denkmaleigenschaften.
- Objekt-Nr: Gibt, sofern vorhanden, die vom Landesamt für Denkmalpflege vergebene Objekt-ID des Kulturdenkmals an.

## Denkmalliste
| Bild                       | Bezeichnung                          | Lage                                                | Beschreibung | Bauzeit                                | Objekt-Nr. |
| -------------------------- | ------------------------------------ | --------------------------------------------------- | --- | -------------------------------------- | ---------- |
| Bild gesucht BW            | Gesamtanlage I historischer Ortskern | Guntershäuser Straße Lage                           | Gesamtanlage I historischer Ortskern: Guntershäuser Straße 1–7, 2, 4–6; Knallhütter Straße 33; Obere Kirchstraße 2; Rosenstraße 1a, 1, 3–13, 2, 2a, 4, 6; Untere Kirchstraße 1, 2; Zum Felsengarten 1, 2, 4–6 | 18. / 19. Jh.                          | 88345 DDB  |
| Fachwerkwohnhaus           | Fachwerkwohnhaus                     | Guntershäuser Straße 2 LageFlur: 5, Flurstück: 18/3 | Fachwerkwohnhaus einer Hofanlage | Letztes Drittel 18. Jh.                | 87995 DDB  |
| Ehemalige Schule           | Ehemalige Schule                     | Guntershäuser Straße 11 LageFlur: 6, Flurstück: 8/4 | Ehemalige Schule – Zweigeschossiges ehemaliges Schulgebäude | 1865/66                                | 87996 DDB  |
| Gesamtanlage II Knallhütte | Gesamtanlage II Knallhütte           | Knallhütte 1/2 LageFlur: 1, Flurstück: 42/15        | Gesamtanlage II Knallhütte: Knallhütte 1, 2 – eine U-förmig angelegte Ansammlung von Gebäuden | 18. / 19. Jh.                          | 88303 DDB  |
| Hofanlage                  | Hofanlage                            | Rosenstraße 1 LageFlur: 5, Flurstück: 13/6, 26/5    | U-förmig errichtete Hofanlage mit Wohnhaus und Scheune, Fachwerkbau ab 1879 | 1760 / Scheune 1761 / Fachwerkbau 1879 | 87997 DDB  |
| Hofanlage                  | Hofanlage                            | Rosenstraße 2 LageFlur: 5, Flurstück: 64/1          | L-förmige Hofanlage mit traufständigem Fachwerkwohnhaus mit anschließender Stallscheune sowie weiterem Wirtschaftstrakt                                                                                       | Ende 18. Jh./Anfang 19. Jh.            | 87998 DDB  |
| Wohnhaus                   | Wohnhaus                             | Rosenstraße 6 LageFlur: 5, Flurstück: 55/4          | Typisches bäuerliches Wohnhaus als zweigeschossiger Rähmbau und Teil einer U-förmig angelegten Hofanlage | um 1880                                | 87999 DDB  |
| Ev. Kirche                 | Ev. Kirche                           | Untere Kirchstraße 2 LageFlur: 5, Flurstück: 8/8    | Evangelische Kirche – Klassizistisches Gotteshaus | 1800                                   | 88001 DDB  |
| ehem. Einhaus              | ehem. Einhaus                        | Untere Kirchstraße 3 LageFlur: 5, Flurstück: 4/15   | Giebelständiges ehemaliges Einhaus mit zweiseitig angeordneten Zwerchhäusern | Ende 18. Jh.                           | 88000 DDB  |
| Fachwerkwohnhaus           | Fachwerkwohnhaus                     | Zum Felsengarten 2 LageFlur: 6, Flurstück: 11/4     | Zweigeschossiges Fachwerkwohnhaus | 2. Hälfte 18. Jh.                      | 88002 DDB  |